# Hiroshi Kiyotake
Hiroshi Kiyotake (清武 弘嗣 Kiyotake Hiroshi?), född 12 november 1989 i Ōita, är en japansk fotbollsspelare som spelar för japanska Cerezo Osaka. Tidigare har han spelat för FC Nürnberg, Hannover 96 och Sevilla.

## Meriter
Oita Trinita
- Yamazaki Nabisco Cup: 2008

Cerezo Osaka
- J. League Cup: 2017
- Emperors Cup: 2017
- Fuji Xerox Super Cup: 2018